# ピアリー (クレーター)
ピアリー(Peary) は、月にある大きなクレーターであり、月の北極点のごく近くに位置する。西洋人として最初に北極点に到達したアメリカの探検家ロバート・エドウィン・ピアリーにちなんで名づけられた。高緯度に位置するため、ピアリーの内側には太陽の光がほとんど入らず、クレーター底の南側は一年を通して完全に影に覆われている。地球からは、月の北側の縁にピアリーを見ることができる。
ピアリーは円に近い形状をしており、北東の周壁は外側へ膨らんでいる。南西の周壁には小さなクレーターが付随しており、切れ目ができている。ピアリーの底面は他のクレーターに比べて平坦であるが、小さなクレーターが数多く存在する。小さなクレーターは、特に東半分に多く見られる。ピアリーの周壁によってクレーター底の南側3分の1は完全に影に覆われているため、ピアリーの存在を確認することは容易ではない。
ピアリーの北西には月の北極点が存在する。ピアリーの南の周壁には底面を溶岩で覆われたバードが接しており、ピアリーの東にはエルミートが存在する。月の北極点をはさんだ反対側にはロジェストヴェンスキーが存在する。